# Canthidium onitoides
Canthidium onitoides är en skalbaggsart som beskrevs av Perty 1830. Canthidium onitoides ingår i släktet Canthidium och familjen bladhorningar. Inga underarter finns listade.